# Radek Hošek
Radek Hošek (* 7. února 1977) je český manažer a podnikatel, člen hnutí STAN, lídr kandidátky hnutí ve volbách v roce 2022 do Zastupitelstva města Jihlava.

## Život
Od roku 1998 je majitelem jihlavské rodinné firmy RH Závodní stravování Radek Hošek, která má v Jihlavě tři provozovny (RH jídelna na ulici Jana Masaryka a v rámci podniků Moravské kovárny a Kronospan). Od října 2020 je členem dozorčí rady společnosti Služby města Jihlavy a od června 2021 pak členem představenstva akciové společnosti Teniscentrum Jihlava.
Do veřejného života se poprvé zapojil v roce 2016, kdy byla v jihlavské místní části Zborná povolena výstavba sídliště, které by významně narušilo krajinný i urbanistický ráz. Navíc pro něj nebyla vybudovaná ani potřebná infrastruktura. Proto se sousedy založil spolek Za zachování zdravé Zborné a díky aktivitám spolku se podařilo projekt zastavit. Spolek následně začal pořádat každý rok řadu kulturních a společenských akcí (masopust, rozsvěcení vánočního stromku a oslavy adventu, různé dětské dny, cyklovýlety nebo jarní úklid). Angažoval se i jako předseda osadního výboru ve Zborné.
Radek Hošek žije v Jihlavě, v místní části Zborná.

## Politické působení
V komunálních volbách v roce 2018 kandidoval jako nezávislý za subjekt „FÓRUM JIHLAVA“ (tj. nezávislí kandidáti a hnutí STAN) do Zastupitelstva města Jihlava, ale neuspěl. V komunálních volbách v roce 2022 je z pozice nestraníka za hnutí STAN lídrem kandidátky STAROSTOVÉ A NEZÁVISLÍ KANDIDÁTI a tudíž i kandidátem na post primátora.